# Gustav Kinn
Gustav Richard Kinn (By, 10 juni 1895 – Älvkarleby, 31 oktober 1978) was een Zweeds marathonloper. Hij nam in de periode 1920-1928 driemaal deel aan de Olympische Spelen, zonder daarbij in de prijzen te vallen. In eigen land veroverde hij op de marathon tien nationale titels. 

## Loopbaan
Kinn debuteerde op de Olympische Spelen van 1920 in Antwerpen in zijn specialiteit. In deze door de Fin Hannes Kolehmainen gewonnen marathon finishte hij als zeventiende, op bijna even zoveel minuten afstand.
Zijn beste resultaat behaalde hij in 1924, toen hij de achtste plaats wegkaapte. In die wedstrijd had hij een achterstand van ruim dertien minuten op winnaar Albin Stenroos, die in Parijs overigens ver boven de concurrentie uitstak. Met zijn winnende 2:41.22,6 was hij sowieso al zes minuten sneller dan wie ook.
Weer vier jaar later, op de Olympische Spelen van 1928 in Amsterdam, liep Kinn van zijn drie olympische marathons zijn snelste tijd, 2:47.35. Hij kwam er ditmaal echter niet verder mee dan een 25e plaats.

## Titels
- Zweeds kampioen marathon - 1917, 1919, 1920, 1921, 1922, 1924, 1925, 1926, 1928, 1929

## Palmares

### marathon
- 1917:  Zweedse kamp. - 2:35.18
- 1919:  Zweedse kamp. - 2:43.53
- 1920:  Zweedse kamp. - 2:56.47
- 1920: 17e OS - 2:49.10,4
- 1921:  Zweedse kamp. - 2:36.52
- 1922:  Zweedse kamp. - 2:45.35
- 1924:  Zweedse kamp. - 2:30.31
- 1924: 8e OS - 2:54.33,4
- 1925:  Zweedse kamp. - 2:33.36
- 1926:  Zweedse kamp. - 2:39.12
- 1928:  Zweedse kamp. - 2:38.30
- 1928: 25e OS - 2:47.35
- 1929:  Zweedse kamp. - 2:46.35